# برمجة وسوعة
البرمجة الوَسُوعة (بالإنجليزية: Extensible programming) من أساليب البرمجة، وهي آلياتٌ في توسيع لغة البرمجة، والمترجم، ونظام التنفيذ (البيئة). وكانت لغات البرمجة الوَسُوعة (التي تتَّبع هذا الأُسلوب) نشيطةً في الستينيَّات، ولكنها انحسرتْ (قلَّت) في السبعينيَّات. وغَدَتْ في القرن الحادي والعشرين ذات شأنٍ عظيمٍ فالتفتت إليها الأنظار.
ومن أبرز لغاتها: لغة التأشير الوَسُوعة (XML)، وبايثون، ونحوُهما.